# La Puebla de Valdavia
La Puebla de Valdavia ist ein Ort und eine nordspanische Gemeinde (municipio) mit 81 Einwohnern (Stand: 2024) in der Provinz Palencia der Autonomen Gemeinschaft Kastilien-León. Neben dem Hauptort La Puebla de Valdavia gehört die Ortschaft El Barrio de la Puebla zur Gemeinde. 

## Lage und Klima
La Puebla de Valdavia liegt in der altkastilischen Meseta in einer Höhe von ca. 940 m. Die Provinzhauptstadt Palencia befindet sich gut 60 km (Fahrtstrecke) südlich. Das Klima im Winter ist kühl, im Sommer dagegen trotz der Höhenlage gemäßigt bis warm; Niederschläge (ca. 693 mm/Jahr) fallen überwiegend im Winterhalbjahr.

## Bevölkerungsentwicklung
| Jahr      | 1970 | 1981 | 1991 | 2001 | 2011 | 2021 |
| Einwohner | 412  | 257  | 209  | 152  | 113  | 92   |

## Sehenswürdigkeiten

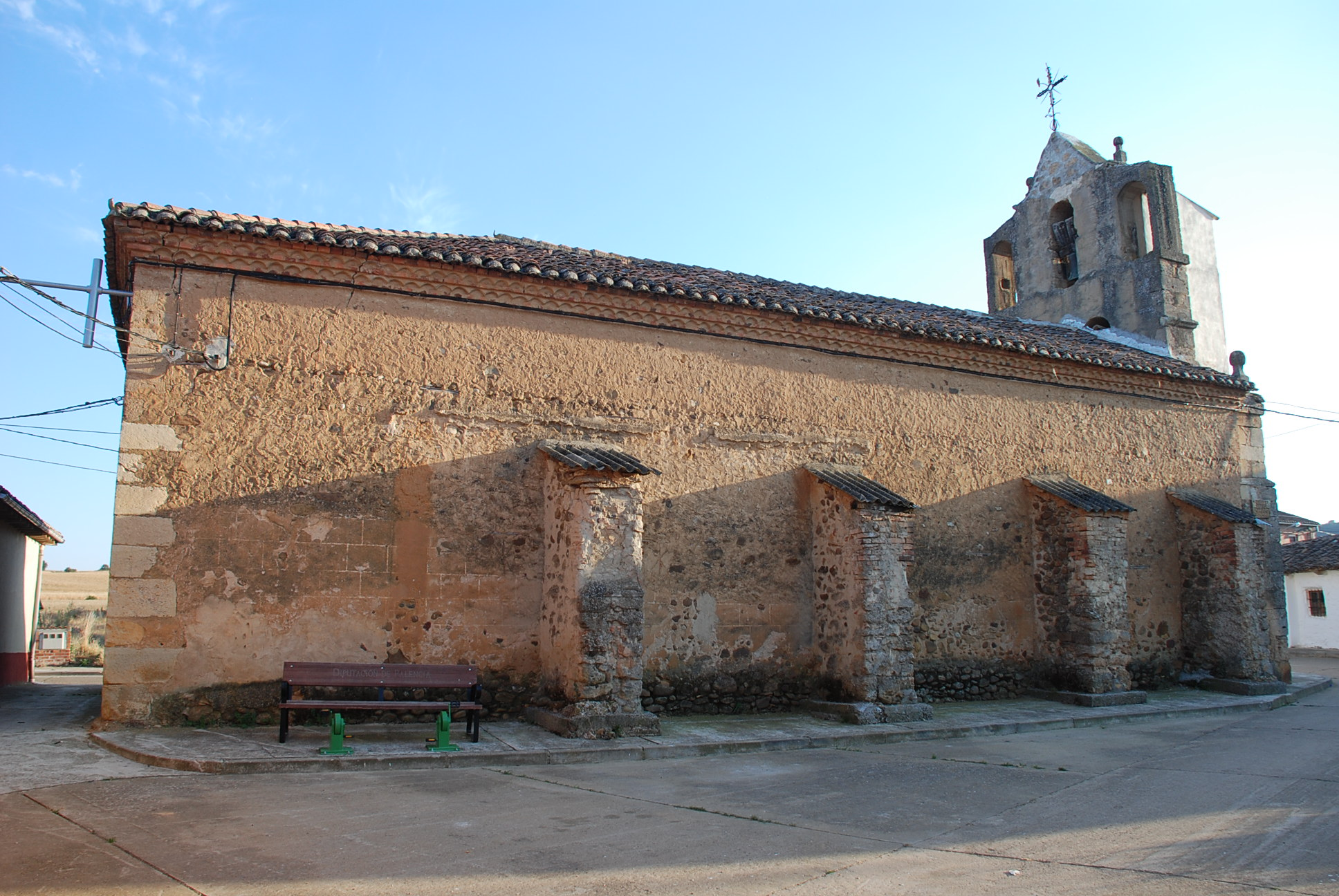
Kirche Mariä Schnee
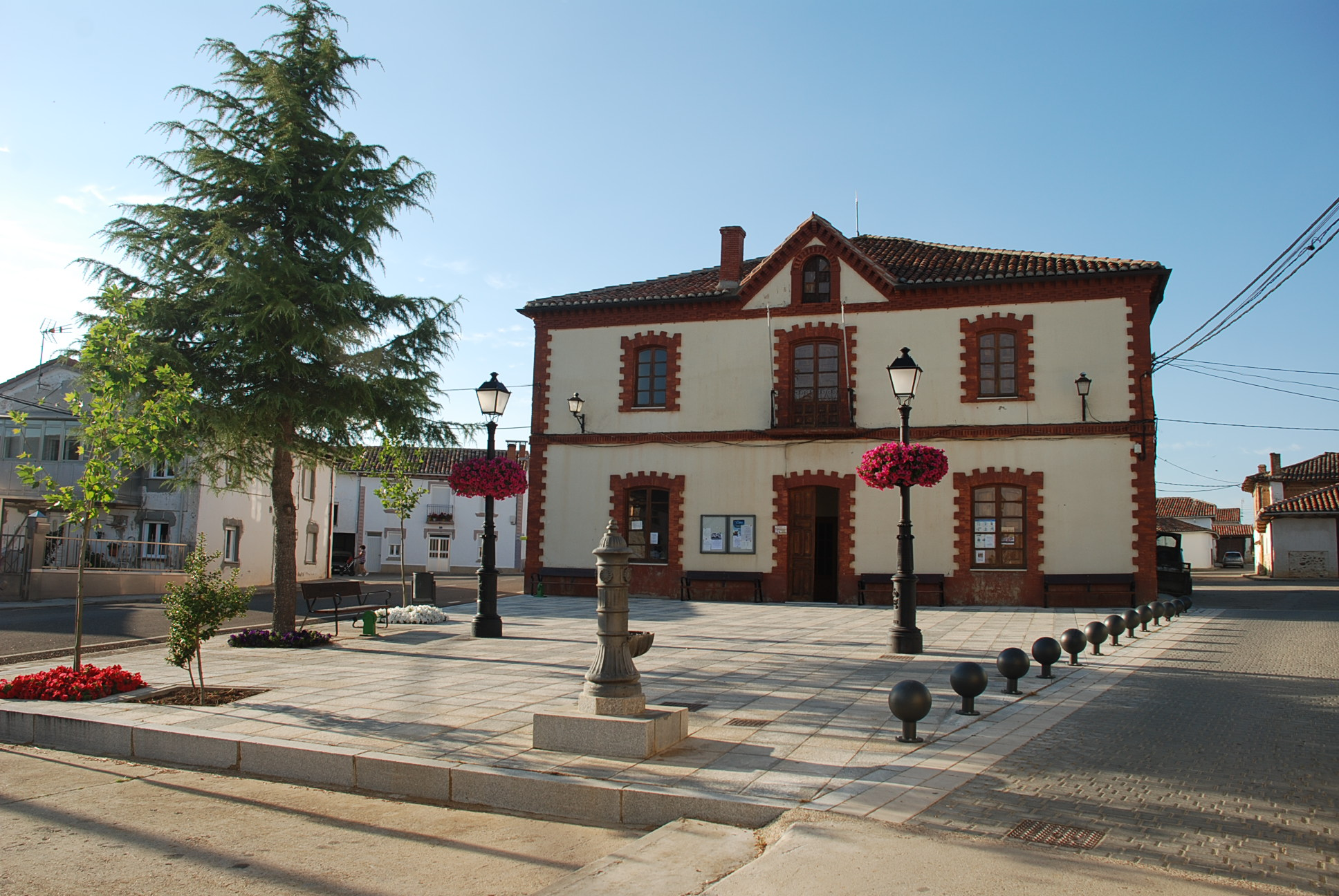
Rathaus

- Rochuskapelle
- Marienkapelle

- Kirche Mariä Schnee
- Rathaus

## Persönlichkeiten
- Mariano de la Mata (1905–1983), Augustinermönch, 2006 selig gesprochen